# أليكس أوريخي
أليكس أوريخي (بالإنجليزية: Alex Oriakhi) مواليد 21 يونيو 1990 في لوويل، هو لاعب كرة سلة أمريكي. بدأ مسيرته الاحترافية في سنة 2013. تم اختياره من قبل فريق فينيكس صنز خلال الدرافت. يلعب في دوري بورتوريكو لكرة السلة. يبلغ طوله 6 قدم 9 بوصة (2.1 م).

## المسيرة الاحترافية
لعب مع ليموج سي إس بي في الدوري الفرنسي في سنة 2013، ثم لعب مع إري بايهوكس في موسم 2013–2014، ثم لعب مع أورلاندينا باسكيت في الدوري الإيطالي في موسم 2015–2016.

## روابط خارجية
- أليكس أوريخي على موقع سبورتس رفرنس (الإنجليزية)
- أليكس أوريخي على موقع كرة السلة الأوروبية.كوم (الإنجليزية)
- أليكس أوريخي على موقع كلية كرة السلة في سبورتس رفرنس.كوم (الإنجليزية)
- أليكس أوريخي على موقع ريلجم (الإنجليزية)
- أليكس أوريخي على موقع بروبوليرز (الإنجليزية)
- أليكس أوريخي على موقع سبورتس رفرنس (الإنجليزية)
- أليكس أوريخي على موقع سبورتس رفرنس (الإنجليزية)